# Anna Norberg
Anna Margareta Norberg, född 17 januari 1965 och uppväxt på Alnön utanför Sundsvall, är en svensk skådespelare, musikalartist, teater- och nöjesproducent.

## Biografi
Norberg har stått på scen sedan 1989 och har medverkat på Intiman, Berns, Chinateatern och Vasateatern i Stockholm, på Folkan i Borås och på Skånska Teatern. I TV-sammanhang har hon setts i bland annat Snoken, Anna Holt och Zonen samt i SVT:s julkalendrar Pelle Svanslös och Julens hjältar, och på film i bland annat Hälsoresan, Dancer in the Dark och Stjärnsystrar.
Sedan 2004 driver Norberg produktionsbolaget Dröse & Norberg Nöjen tillsammans med sin sambo regissören Robert Dröse. De producerar teateruppsättningar som turnerar i hela Sverige och shower för hotellanläggningar och företagsevenemang.
Norberg medverkar i gruppen Zirkus Hanz, som deltog i Talang 2010. De gick vidare till slutaudition med två gröna bockar (som de fick av Johan Pråmell och Bert Karlsson). Där blev de en av semifinalisterna. De tävlade då i den tredje semifinalen, men gick inte vidare. Däremot blev de juryns wildcard och tävlade i finalen. Väl i finalen slutade de oplacerade, eftersom TV4 bara gick ut med vem som vann och vem som blev tvåa, vilket de inte blev.
Hon utsågs 1996 till Årets Västernorrlänning.
År 2008 blev hon nominerad till Guldmasken som "Bästa kvinnliga skådespelare" i Hotelliggaren. 

## Filmografi (urval)
- 2006–2016 Musses klubbhus (röst som Klarabella)
- 2004 – Musse, Kalle och Långben: De tre musketörerna (röst som Klarabella)
- 2003 – Freddies och Leos äventyr (TV, röst)
- 2002–2007 Kim Possible (röst som Shego)
- 2003 – Hos Musse (röst som Klarabella)
- 2002 – En god historia
- 2002 – Den vilda familjen Thornberry - filmen (röst som Debbie)
- 2001 – Legenden om Tarzan (röst som Jane)
- 1999 – Hälsoresan – En smal film av stor vikt
- 1999 – Julens hjältar (SVT:s julkalender)
- 1999 – Tarzan (röst som Jane)
- 1999 – Stjärnsystrar
- 1999 – Dancer in the Dark
- 1999 – Bornholms eko
- 1997 – Min vän shejken i Stureby (TV-serie)
- 1997 – Pelle Svanslös (SVT:s julkalender)
- 1996 – Stereo
- 1996 – Anna Holt – polis (TV-serie)
- 1996 – Zonen
- 1995 – Snoken
- 1992 – Sailor Moon (röst till Lima, Kermezite och diverse roller)

## Teater

### Roller (ej komplett)
| År   | Roll              | Produktion                                                    | Regi            | Teater                               |
| ---- | ----------------- | ------------------------------------------------------------- | --------------- | ------------------------------------ |
| 1991 | Jan               | Grease Jim Jacobs och Warren Casey                            | Runar Borge     | Chinateatern                         |
| 1993 |                   | Poppis The Heather Brothers                                   | Eva Rydberg     | Folkan                               |
| 1994 | Lulu              | Djungelboken Arne Lindtner Naess och Svein Gundersen          | Marianne Skovli | Folkan                               |
| 1996 | Minnie Palmer     | Maratondansen Horace McCoy                                    | Johan Huldt     | Parkteatern                          |
| 1997 | Ulla Persson      | Spanska flugan Franz Arnold och Ernst Bach                    | Thomas Ryberger | Intiman                              |
| 2002 | Ensemble          | Garbo The Musical Michael Reed, Jim Steinman och Warner Brown | Scott Faris     | Oscarsteatern                        |
| 2008 |                   | Pengarna eller livet Ray Cooney                               | Robert Dröse    | Hotell Södra Berget, Sundsvall Turné |
| 2012 | Drottningen       | Snövit Robert Dröse                                           | Robert Dröse    | Rival och turné                      |
| 2018 | Hilma, författare | Fars lilla tös Franz Arnold och Ernst Bach                    | Anders Aldgård  | Fredriksdalsteatern                  |